# بات هيوز (كرة مضرب)
بات هيوز (بالإنجليزية: Pat Hughes)‏ مواليد 21 ديسمبر 1902 في إنجلترا - الوفاة 8 مايو 1997 في إنجلترا، كان لاعب كرة مضرب بريطاني بدأ مسيرته كمحترف سنة 1926 وكان يلعب باليد اليمنى، اعتزل اللعب في 1941. كما أنه أحد أبطال الجراند سلام.

## بطولات حققها
- بطولة ويمبلدون

## النهائيات

### الزوجي

#### اللقب (3)
| السنة | الدورة             | الشريك     | المنافس                     | النتيجة                 |
| 1933  | البطولة الفرنسية   | فريد بيري  | أدريان كويست فيفيان ماكغراث | 6–2, 6–4, 2–6, 7–5      |
| 1934  | البطولة الأسترالية | فريد بيري  | أدريان كويست دون تيرنبول    | 6–8, 6–3, 6–4, 3–6, 6–3 |
| 1936  | ويمبلدون           | ريمون توكى | تشارلز هير فرانك وايلد      | 6–4, 3–6, 7–9, 6–1, 6–4 |

## روابط خارجية
- بات هيوز على موقع رابطة محترفي التنس (الإنجليزية)
- بات هيوز على موقع الاتحاد الدولي لكرة المضرب (الإنجليزية)
- بات هيوز على موقع كأس ديفيز (الإنجليزية)
- بات هيوز على موقع خلاصة التنس.كوم (الإنجليزية)